# Cerastium tomentosum
La peverina tomentosa (Cerastium tomentosum L.,  1753) è una piccola pianta (alta fino a 40 cm) a portamento cespitoso appartenente alla famiglia delle Cariofillacee.

## Etimologia
Il nome del genere (Cerastium) deriva da un vocabolo greco: kèras (= corno); probabile riferimento alla forma allungata dei suoi frutti. Fu poi latinizzato dal botanico germanico Johann Jacob Dillenius (1684-1747) e quindi ripreso definitivamente da Linneo nel 1753. L'epiteto specifico (tomentosum) fa riferimento all'aspetto peloso-lanoso.

Gli inglesi chiamano questo fiore: Snow-in-summer (questo nome deriva dal fatto che in estate la pianta non smette mai di sbocciare con sempre nuovi fiori bianchi); mentre i tedeschi lo chiamano: Filziges Hornkraut; i francesi lo chiamano: Céraiste tomenteux, ma anche più poeticamente  Argentine o Oreille de souris oppure Mysotis des jardins.

## Descrizione
È una pianta abbastanza invasiva (tappezzante) e può ricoprire vaste aree se trova un terreno adatto appena un po' prosciugato e in pieno sole. La caratteristica più evidente di questo Cerastium è la sua tomentosità, ossia possiede peli lanosi, molli, ondulati e infeltriti. La forma biologica della pianta è camefita fruticosa  (Ch frut) : sono piante a durata perenne i cui fusti hanno un carattere legnoso ma comunque di piccole dimensioni (da 15 a 40 cm) raccolti in piccoli cespi, molto densi e ben ramificati.

### Radici
Radici secondarie da rizoma.

### Fusto
- Parte ipogea: la parte sotterranea del fusto è rizomatosa
- Parte epigea: la parte aerea è prostrata e quindi ascendente; è copiosamente ramificata alla base; la superficie del fusto è densamente pubescente di colore bianco – tomentoso e provvista di ghiandole. I fusti sono stoloniferi, ossia gli internodi a contatto con il terreno tendono ad emettere radici (è questa caratteristica che permette alla pianta uno sviluppo orizzontale). Nelle zone ascellari del fusto sono presenti piccoli ciuffi di foglie.

### Foglie

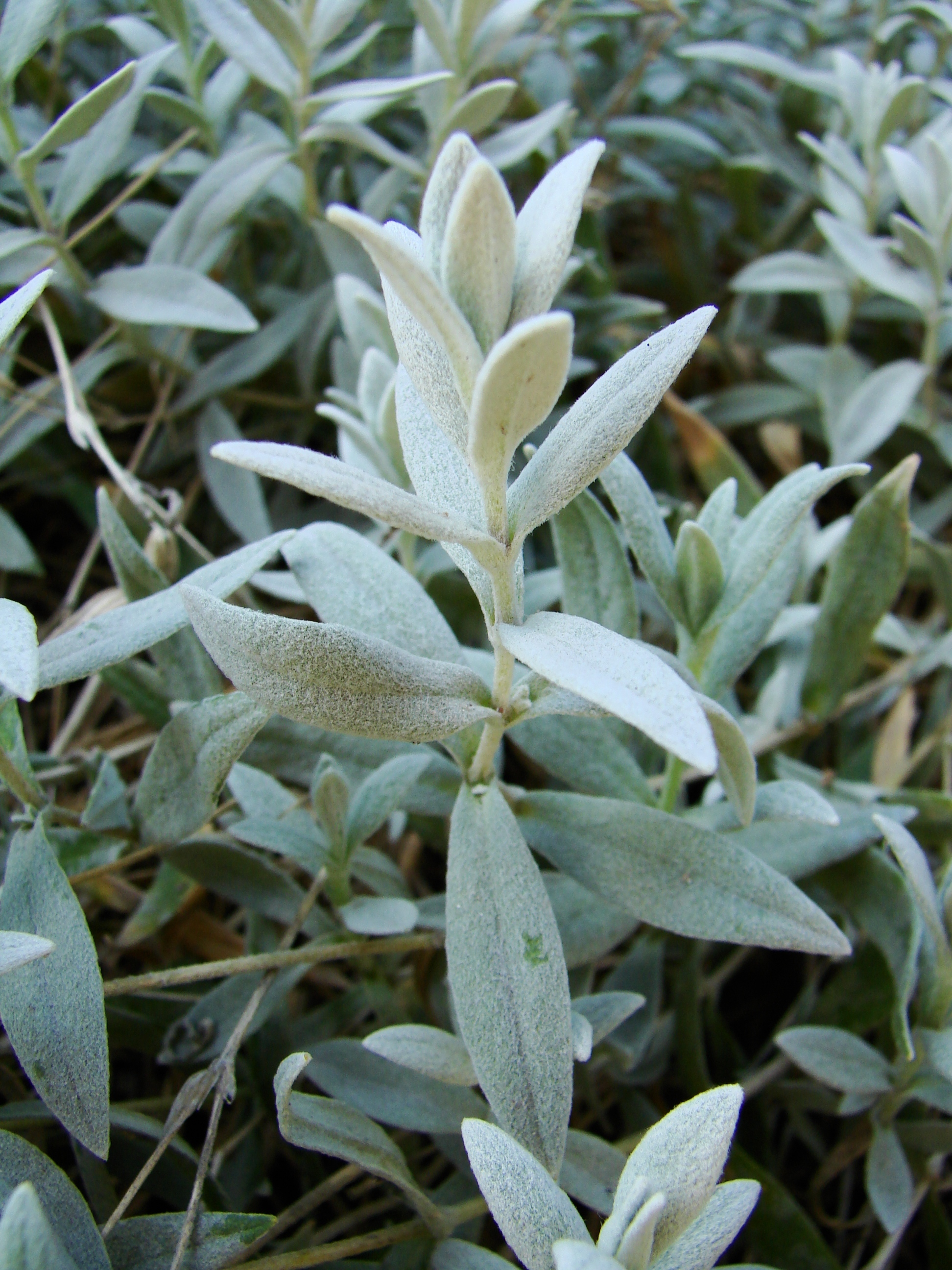
Foglie

Le foglie sono sessili con lamina intera e a forma lineare o lievemente lanceolata o oblunga (sono lunghe il doppio della larghezza) e sono prive di stipole. Le foglie sono uninervie ed hanno un apice più o meno acuto. La superficie delle foglie è, come quella del fusto, densamente pubescente biancastro - tomentosa con ghiandole su entrambe le pagine fogliari. La disposizione delle foglie lungo il fusto è opposta. Dimensioni delle foglie lineari:  larghezza 1 – 3 mm, lunghezza 11 – 22 mm; dimensione delle foglie lanceolate: larghezza 6 – 8 mm, lunghezza 28 – 33 mm.

### Infiorescenza

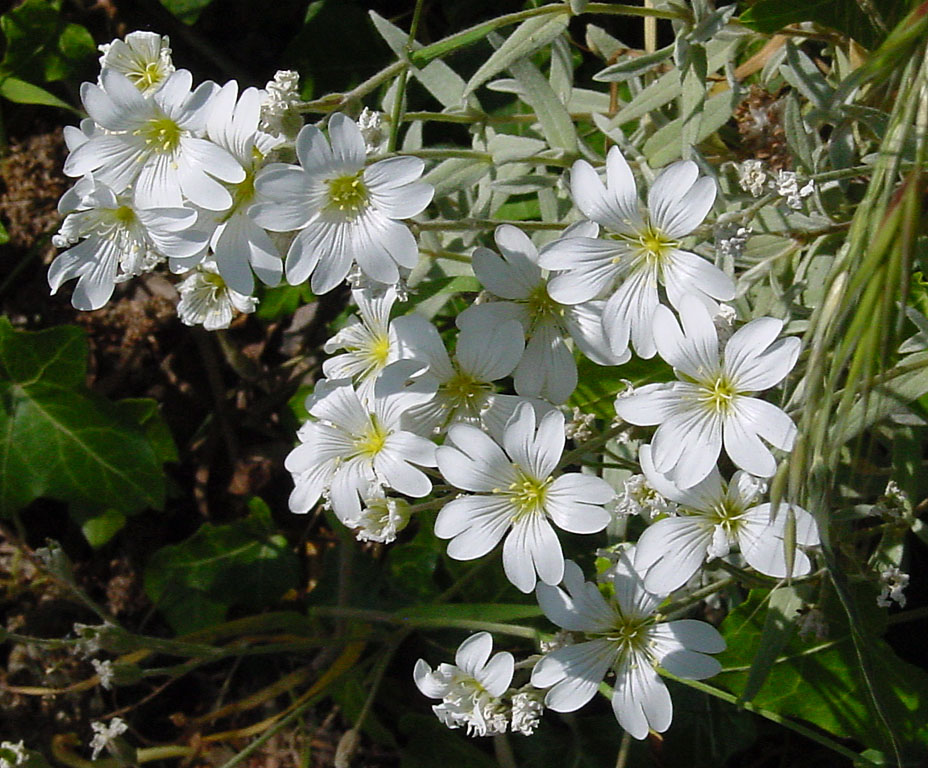
Infiorescenza

L'infiorescenza è a carattere ramoso - lasso con 3 – 15 fiori peduncolati per pianta su cime dicotome. Alla base del peduncolo sono presenti delle brattee carenate e lanceolate con margini scariosi, bianchi e pubescenti. I peduncoli sono lunghi 10 – 20 mm; le brattee sono lunghe 6 – 7 mm.

### Fiori
I fiori sono pentaciclici (formati da 5 verticilli), pentameri, eteroclamidati (ossia il calice e la corolla sono ben differenziati). I fiori hanno un diametro di 12 – 20 mm.
- Calice: il calice è dialisepalo; i 5 sepali sono ellittico – lanceolati con apice acuto; il colore dei sepali è bianco - tomentoso. Dimensione dei sepali: larghezza 2,5 – 3 mm; lunghezza 7 – 9 mm.
- Corolla: i 5 petali hanno una forma ob-triangolare (quasi ovale - spatolata) ; l'apice è mediamente bifido (a 2 lobi). Il colore dei petali è bianco appena un po' sporco (ma anche con riflessi argentei) e sono solcati (4 incisioni, 2 per lobo) da alcune linee longitudinali più scure (come dei raggi) che partono dalla parte interna del petalo e si perdono verso l'esterno. Le superfici dei petali sono glabre. Dimensione dei petali: larghezza 6 mm; lunghezza 12 – 14 mm (quindi 1,5 – 2 volte più lunghi dei sepali).
- Androceo: gli stami sono 10 con filamenti glabri.
- Gineceo: gli stili sono 5 (lunghezza 1,8 – 2,7 mm) e a disposizione opposta rispetto ai sepali; l'ovario è supero e sincarpico;
- Fioritura: da giugno ad agosto
- Impollinazione: l'impollinazione è entomofila mediante ditteri; il periodo di sporulazione è subito dopo quello della fioritura (tra agosto e ottobre).

### Frutti
Il frutto è una capsula cilindrica (leggermente curva); è provvisto, nella parte sommitale,  di 10 denti revoluti (capsula ortodonta) sui lati, per la deiscenza dei semi; il numero dei denti è doppio rispetto a quello degli stili. I semi sono marroni e di circa 1,5 mm (da 1,2 a 1,7 mm) con facce rugose e provvisti di verruche di un decimo di millimetro. Dimensione della capsula: 10 – 15 mm (quindi 1,5 – 2 più lunga dei sepali del calice)

## Distribuzione e habitat
- Geoelemento: il tipo corologico è Endem. (Endemico), ossia allo stato spontaneo esiste solo sul territorio italiano (Appennino Centrale e Meridionale).
- Distribuzione: questa specie è specialmente diffusa nell'Appennino centro – meridionale; ma è presente anche sulle Alpi, probabilmente in questa zona si è naturalizzata grazie alle coltivazioni orticole umane (specie xenofita). In effetti il Pignatti (1982)[2] indica solamente l'Italia centrale e del sud come possibili zone per il ritrovamento spontaneo di questa specie, invece studi più recenti (2004)[3]  estendono questa zona anche alle Alpi (province di Belluno, Bolzano, Brescia, Bergamo, Como e più ad est a Torino e Cuneo).
- Habitat: questa specie ha bisogno di suoli leggeri quasi arenacei (il substrato preferito è fondamentalmente calcare), si trova quindi nei macereti, ghiaioni e rupi in generale su terreni calcarei o calcareo-silicei; ma anche margini di sentieri in zone appena umidicce e fresche, ambienti ruderali umani. Viene considerata una specie pioniera, ossia capace di colonizzare per prima zone di recente formazione come frane o simili.
- Distribuzione altitudinale: è una specie diffusa dal piano collinare fino a quello montano (ma anche sub-alpino), con quote comprese tra i 600 e i 2200 m s.l.m..

## Fitosociologia
Dal punto di vista fitosociologico la specie Cerastium tomentosum appartiene alla comunità vegetale (ordine) delle Onopordetalia acanthii. Questo fa parte del gruppo “Formazione delle perenni nitrofile” e alla classe Artemisietea vulgaris.

## Tassonomia

### Ibridi
- Cerastium × maueri M. Schulze (1886) – Ibrido fra: Cerastium arvense e C. tomentosum [senza fonte]

### Specie simili
- Cerastium biebersteinii de Candolle: si differenzia per il frutto che è piatto; inoltre è una specie diploide (2n = 36; mentre Cerastium tomentosum è 2n = 72).
- Cersatium decalvans Schl. Et Vuk. (sinonimo = Cerastium lanigerum Clementi) : la pianta si presenta più verde-grigiastra e fortemente ghiandolosa. La sua presenza è stata segnalata in Slovenia al confine con l'Italia; è comunque una specie rara e vegeta sopra i 1000 m s.l.m..

## Usi

### Giardinaggio
È una pianta usata abbastanza nel giardinaggio in quanto è capace di ricoprire vaste aree molto velocemente ed ha un aspetto molto gradevole grazie ai suoi riflessi bianco–argentei. L'impiego più ottimale è nei giardini rocciosi dove i suoi tappeti creano delle omogenee e gradevoli macchie di colore. Durante l'inverno, se le temperature sono miti la pianta rimane sempreverde, altrimenti la parte aerea si dissecca completamente.

L'impiego nel giardinaggio, di questa specie, è molto antico: dalle documentazioni del passato si può risalire all'anno 1648 come primo ingresso nella flora orticola coltivata.

## Galleria d'immagini

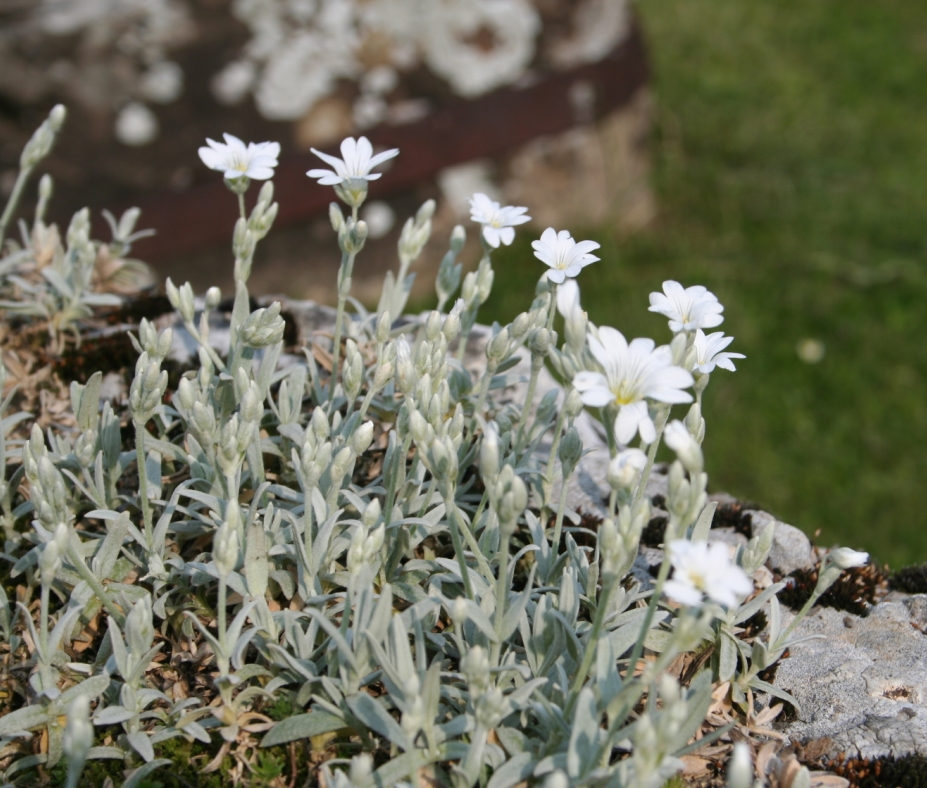
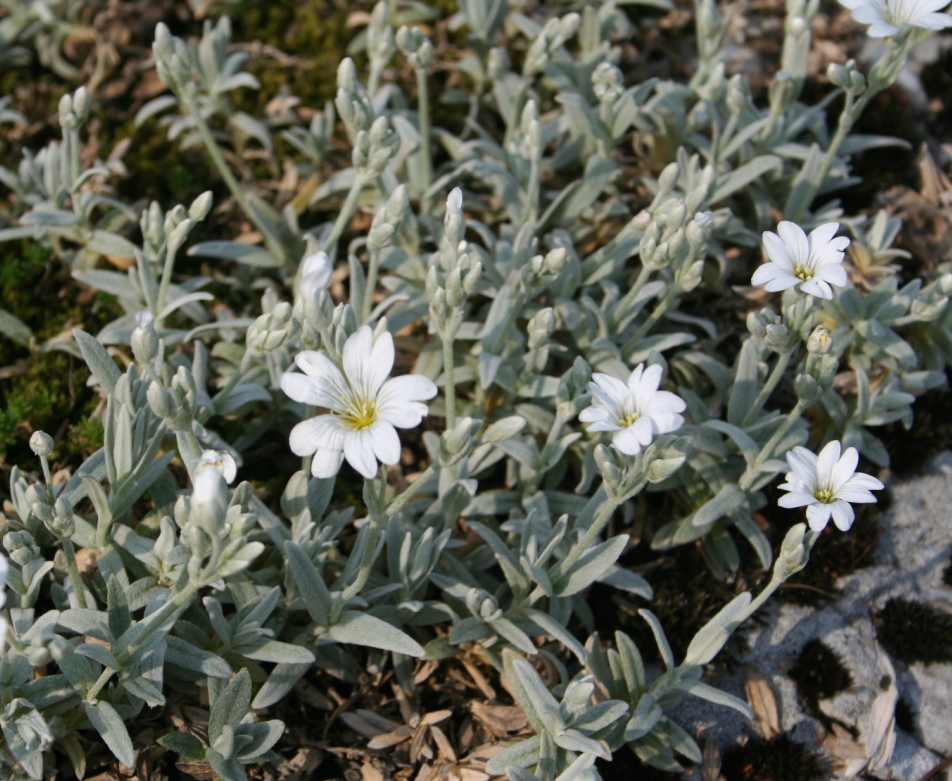
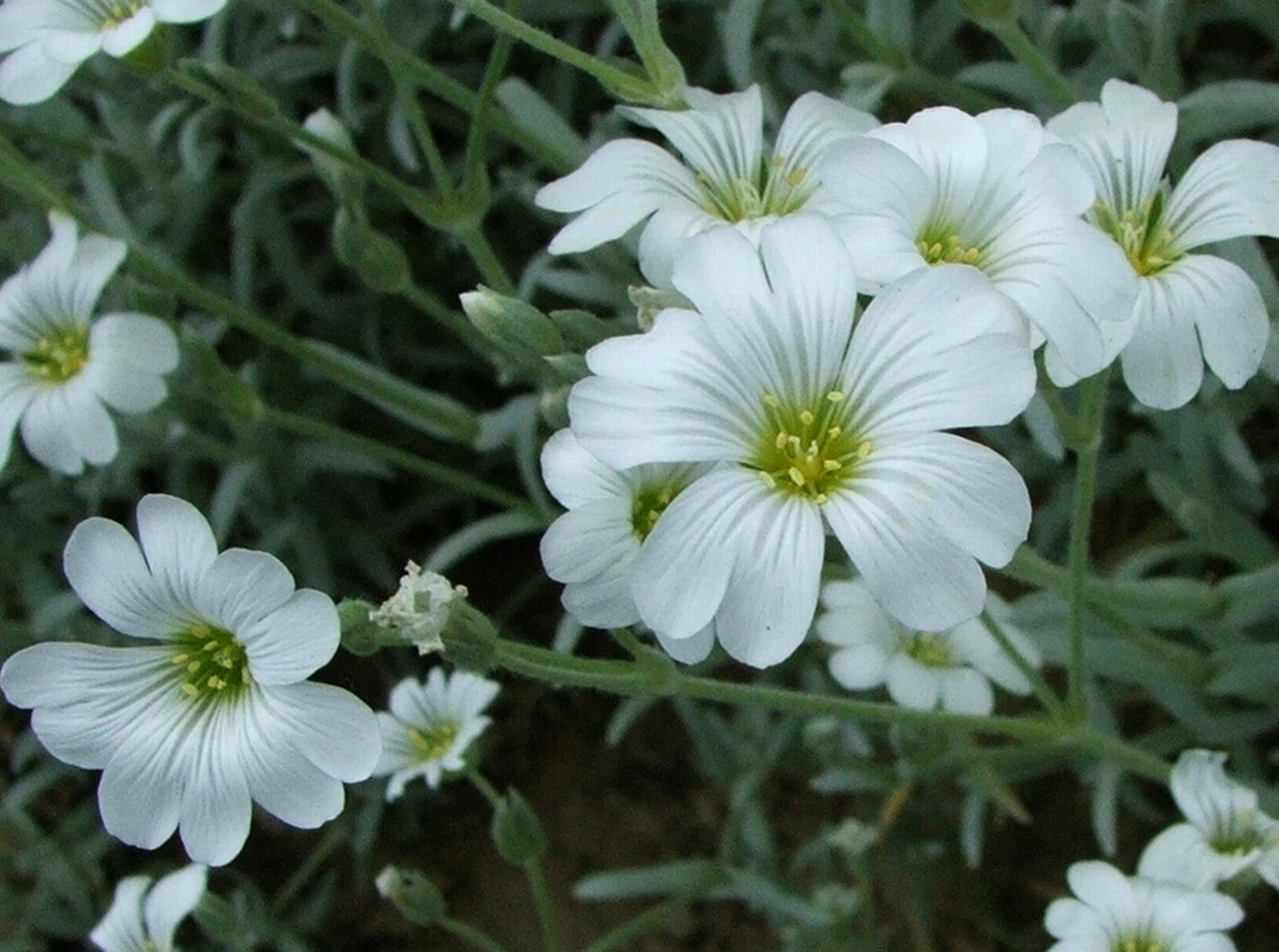
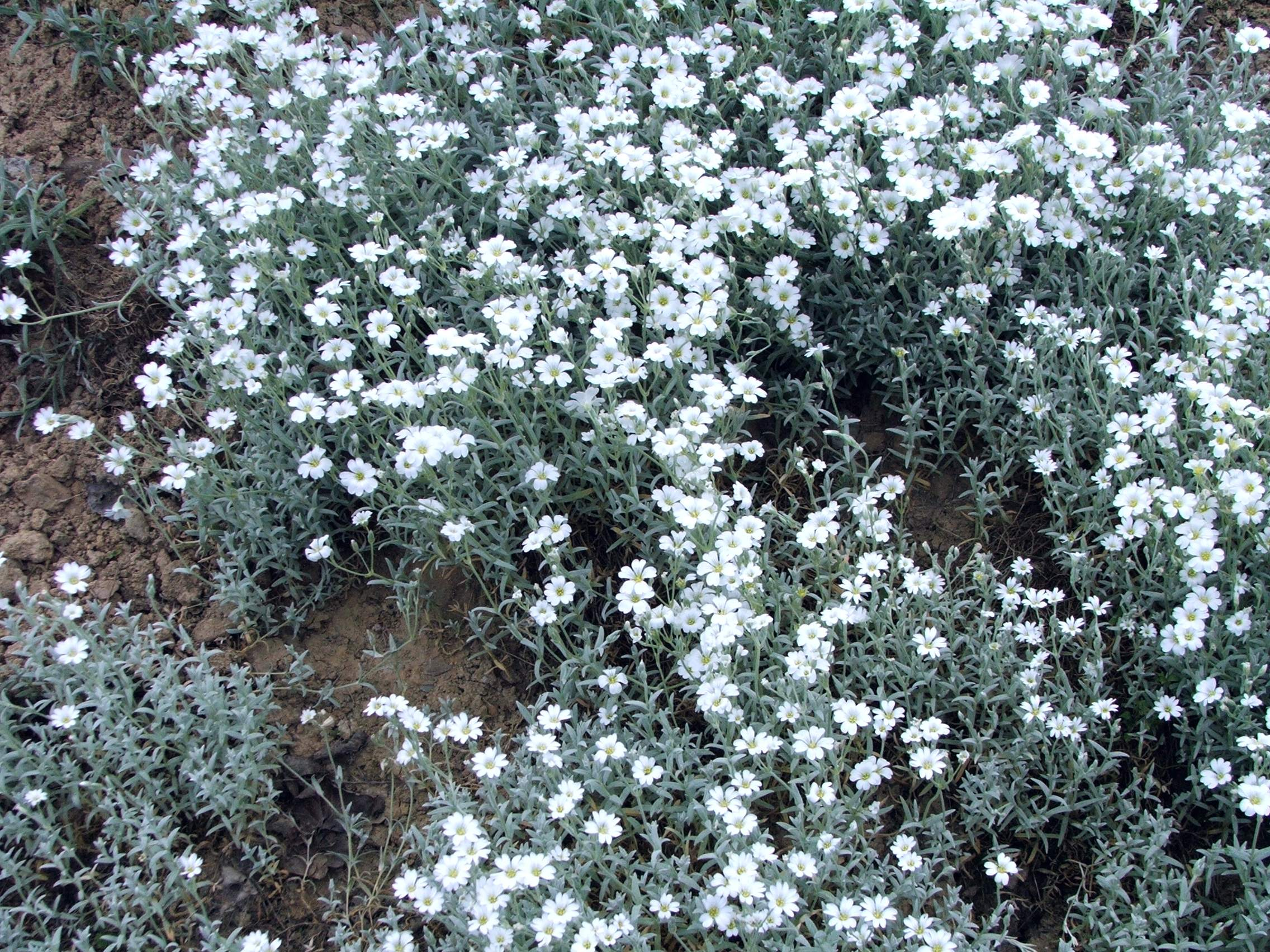